# 陈先舟

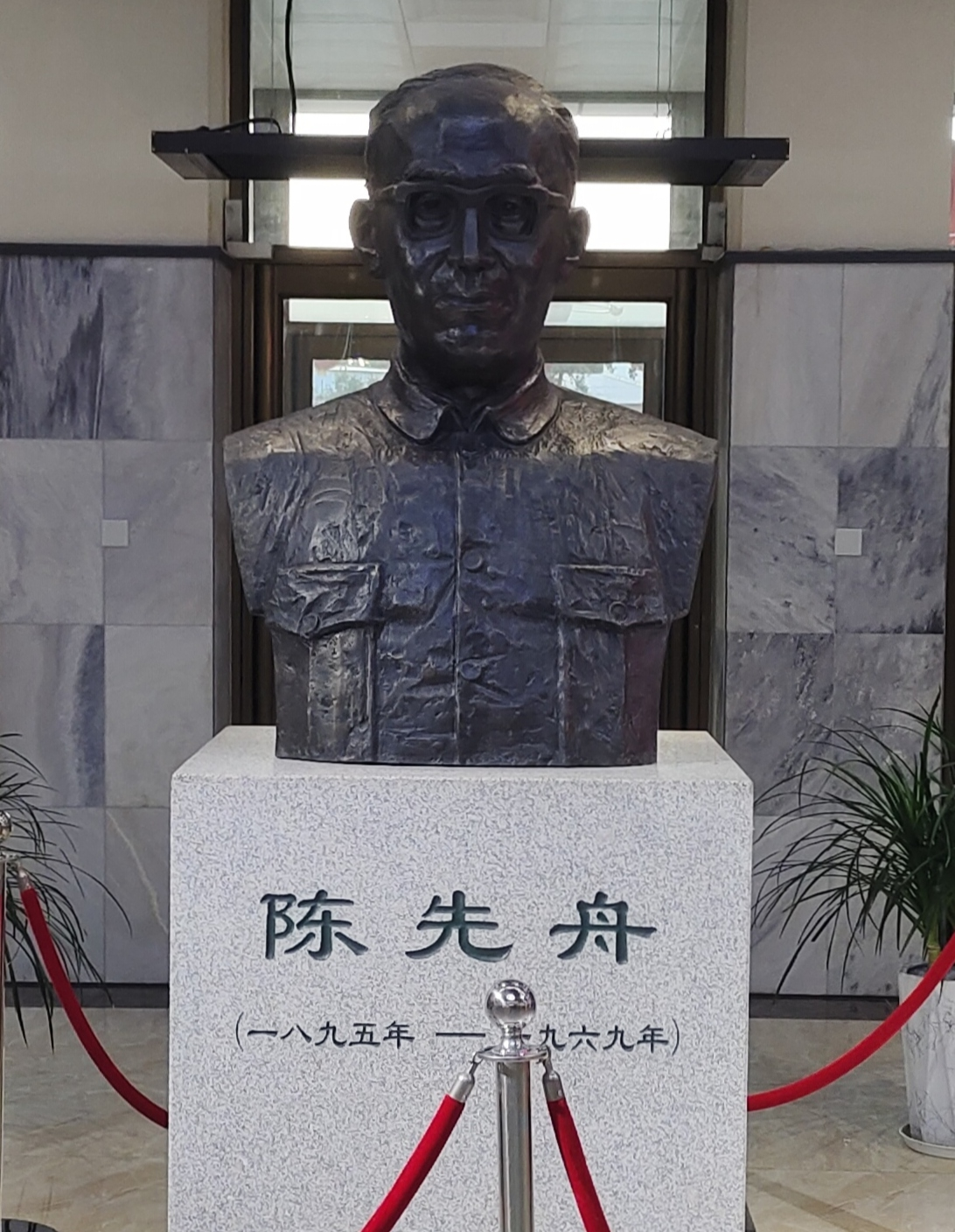
陳先舟塑像，位於吉林大學南湖校區

陈先舟（1895年6月20日—1969年12月7日），原名陈士瀛，字仙洲，男，奉天桓仁人，中华人民共和国政治人物。

## 生平

### 民国时期
陈先舟奉天省桓仁县拐磨子人。1915年，高小毕业后，考入桓仁县立五年制本科师范学校，毕业后参加辽东护国军讨袁运动，护国军失败后，经通化县教育局视学李达介绍在通化县立高小任教。1920年陈先舟在日本东亚日语学校学习一年日语后，到日本仙台高等工业学校电业科学习。1924年，取得学士学位回国。1924年，奉天开始铺设有轨电车，担任总工程师。1925年，又应哈尔滨电业公司邀请，到哈尔滨指导建设南岗一带的有轨电车铺设工程，1927年10月通车。
1928年至1929年，兼任东北交通委员和东北无线电台总台长。1931年，九·一八事变后，积极参加抗日救亡活动。后担任东北电信管理处主任工程师，天津无线电台管理工程师。1932年至1935年间，在北平、天津等地，通过中共北平市委地下无线电通讯人员张克威，为华北、陕西、河南、安徽等地下党装配秘密电台。1935年后任天津电报局总工程师，东北救亡总会常务委员。1936年12月，参加了西安事变，在成立的抗日联军西北临时军事委员会中任交通处少将处长。1937年，参与组织东北抗日救亡总会，任常务理事。1938年4月，经刘澜波和博古介绍，加入中国共产党。曾任东北救亡总会党组成员。
1939年冬，陈先舟转移到重庆市，建立中国建业公司，以此为掩护，做中共地下工作。1940年12月，与高崇民创办了《反攻》半月刊。1943年，在周恩来倡导下，在重庆参与组织东北民主政治建设协会，为五人中心小组成员之一。之后离开重庆来到东北解放区，任安东省参议会议长，东北行政委员会委员，交通委员会副主任，交通部副部长。

### 共和国时期
中华人民共和国建立后，1950年，加入了中国民主同盟。1953年，担任东北行政委员会委员。曾任邮电部东北管理局局长、沈阳市副市长、辽宁省科学普及协会主席、辽宁省人民委员会副省长，政协辽宁省委员会一、二、三届副主席，民盟辽宁省主任委员。文化大革命期间，受到迫害被关押，1969年12月7日被害逝世，终年74岁。

## 身后
文革结束后，中共中央、中共辽宁省委为陈先舟进行了平反昭雪。